# Heinrich Metzendorf

Heinrich Metzendorf (um 1920)

Franz Heinrich Metzendorf (* 4. Oktober 1866 in Heppenheim; † 15. Februar 1923 in Bensheim) war ein deutscher Steinmetz und Architekt.

## Leben
Heinrich Metzendorf entstammte einer aus Schlitz in Oberhessen kommenden alten Steinmetzfamilie, die Anfang des 19. Jahrhunderts an die Bergstraße zog. Er war das älteste von fünf Kindern, die einzige Schwester und der jüngste Bruder Jakob starben früh, seine Brüder Franz und Georg waren ebenfalls Architekten. Heinrich erlernte nach Volksschule und Gymnasium in Bensheim im elterlichen Betrieb das Maurer- und Steinmetzhandwerk. Nach der Sonntagszeichenschule bei Stadtbaumeister Klein in Heppenheim und zwei Kursen an der Großherzoglich Hessischen Landesbaugewerkschule Darmstadt (in den Wintersemestern 1882/1883 und 1883/1884; Vorgängereinrichtung der Hochschule Darmstadt) arbeitete er als Gehilfe und Volontär in zwei Architekturbüros. Im Wintersemester 1886/1887 war er für ein Semester als Hospitant an der Technischen Hochschule Darmstadt eingeschrieben. Noch vor Erlangung eines Abschlusses sammelte er Erfahrungen als Bauleiter und strebte die Baubeamten-Laufbahn an. Am 18. Juli 1887 begann er als Kreisbauaufseher-Aspirant beim Garnisonbauamt Darmstadt. Nach eineinhalb Jahren bat er um Beurlaubung, um in das Architekturbüro von Georg Haude (1864–1916) nach Elberfeld zu wechseln. Dort machte er offensichtlich Karriere und stieg bald zum Teilhaber des wirtschaftlich starken Büros auf.
Vermutlich aus gesundheitlichen Gründen kam er 1895 an die Bergstraße zurück und eröffnete im selben Jahr ein eigenes Architekturbüro in Heppenheim. Kurz darauf siedelte er in das benachbarte Bensheim über. 
In seinem erfolgreichen Architekturbüro beschäftigte Heinrich von 1897 bis 1905 seinen jüngeren Bruder Georg (1874–1934), der 1900 Bürovorsteher wurde und von 1901 bis 1905 sogar Teilhaber. (Der jüngere Bruder Franz übernahm unterdessen den elterlichen Steinmetzbetrieb.) Schwerpunkt der gemeinsamen Tätigkeit waren von der Reformarchitektur geprägte Villen. Im Sommer 1905 schied Georg Metzendorf aus dem gemeinsamen Büro wieder aus und eröffnete ein eigenes Architekturbüro in Bensheim.
Im Umfeld und mit Unterstützung seines wichtigsten Förderers, des Papierfabrikanten Wilhelm Euler (1847–1934), errichtete Heinrich Metzendorf zahlreiche Beamtenhäuser, Villen, Fabrikanlagen und Arbeiterhäuser. Ein besonders markantes Beispiel für seinen Architekturstil ist die Villa, die er um die Jahrhundertwende für den Regierungsrat Karl Weber (1859–1940) in Darmstadt schuf. Dafür ernannte ihn 1901 der hessische Großherzog Ernst Ludwig zum Professor. 1902 zog er in sein neuerbautes Haus Ernst-Ludwig-Straße 25 in Bensheim.
Im Jahr 1904 baute Heinrich Metzendorf für die Deutsche Milchwerke AG von Arthur Sauer eine Fabrikanlage mit Werksiedlung in Stockheim in Oberhessen. Dieses Projekt begründete die jahrzehntelange Zusammenarbeit zwischen dem Büro von Heinrich Metzendorf und dem Unternehmen Deutsche Milchwerke AG.
Ab 1908 bis 1912 baute er für den Nervenarzt Rudolf Laudenheimer (1869–1947) in Alsbach eine Anzahl von Villen mit dazugehörigen Wirtschaftsgebäuden, mit denen Laudenheimers Sanatorium erweitert wurde. Die Bekanntschaft mit Laudenheimer brachte ihn in Verbindung mit wichtigen Künstlerpersönlichkeiten der damaligen Zeit sowie dem Kreis der Lebensreformer. Heinrich Metzendorf baute die Gärtnerinnen-Lehranstalt auf der Orbishöhe in Zwingenberg. Ab 1910 war er der Architekt für Paul Geheebs Odenwaldschule in Ober-Hambach bei Heppenheim.

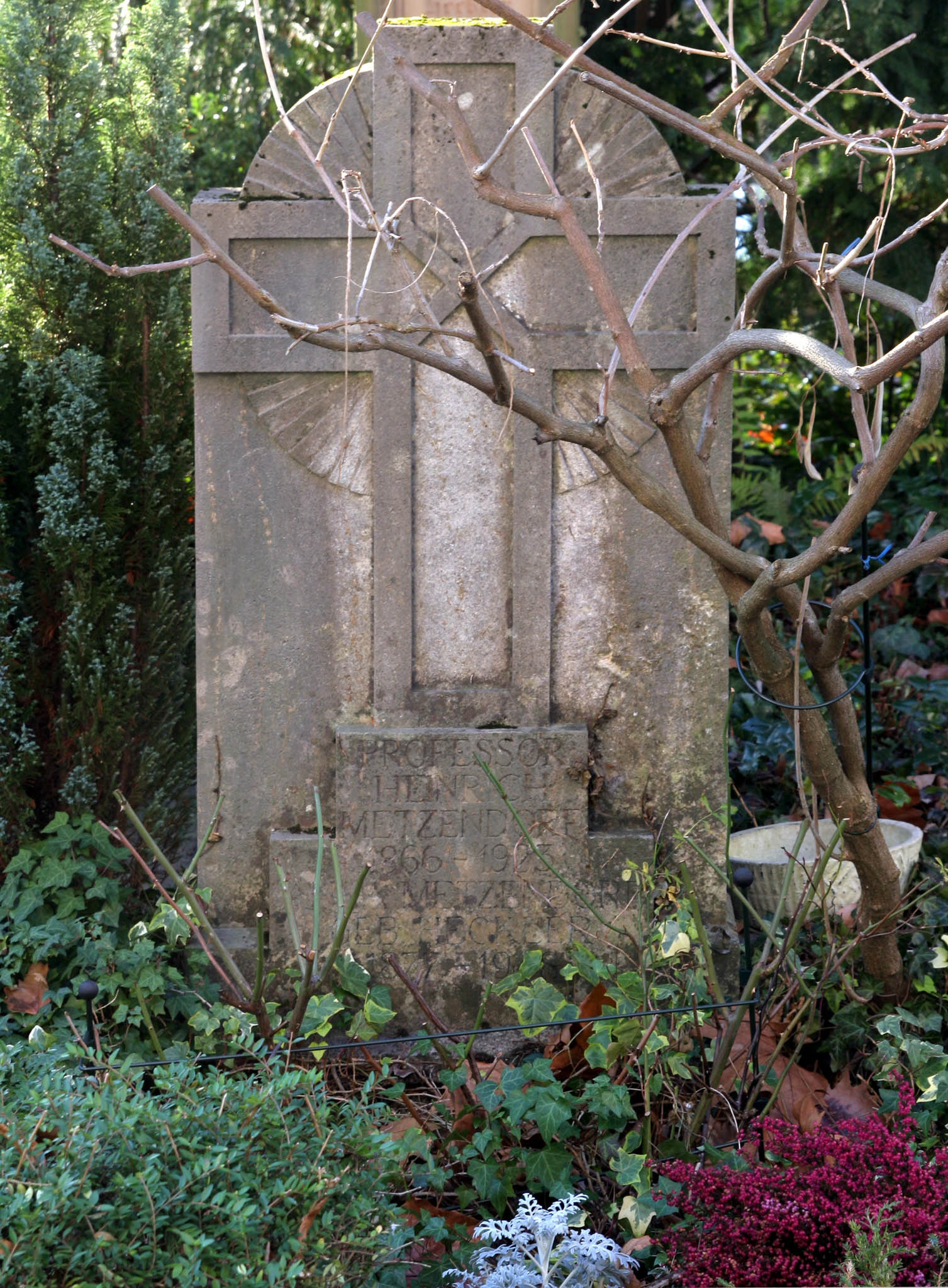
Grabstein Heinrich Metzendorfs auf dem Bensheimer Friedhof

Nach 1900 nahm Metzendorf kaum mehr an Architekturwettbewerben teil; stattdessen wurde er sehr häufig in die Jury solcher Wettbewerbe berufen. So war er 1911 Mitglied der zwölfköpfigen, hochrangig besetzten Jury, die über die Neubebauung des Berliner Flugplatzes Johannisthal-Adlershof zu entscheiden hatte.
In den 1907 gegründeten Deutschen Werkbund trat Metzendorf 1908 ein, verließ ihn aber 1919, vier Jahre vor seinem Tod. Sein letztes großes Projekt war 1919/1920 das Fabrikgebäude des Unternehmens Marx in Bensheim.
Heinrich Metzendorf nahm sich am 15. Februar 1923 in Bensheim das Leben. Nach seinem Tod wurde das Büro zunächst von seinem bisherigen Bauleiter Joseph Winter (bis Anfang 1927) und danach von Georg Fehleisen (bis 1928) weitergeführt. Formell war es eine Außenstelle des Essener Büros von seinem Bruder Georg und Jacob Peter Schneider. Die endgültige Auflösung des Büros in Bensheim erfolgte 1940, nachdem der letzte Büroleiter, Richard Buschning (1909–1941), die Einberufung erhalten hatte.

## Bauten
Das Lebenswerk Heinrichs Metzendorfs manifestiert sich vor allem in 130 Bauvorhaben in Bensheim (die ihm später die Bezeichnung „Baumeister der Bergstraße“ einbrachten), aber auch im Entwurf des Siedlungskonzepts und der Gestaltung der Dortmunder Gartenstadt. Hier realisierte er in der Zeit von 1913 bis 1914 mit seinem Bauleiter Joseph Winter 47 Villen und Hauseinheiten in dem für die Brüder Metzendorf typischen Heimatstil.
- 1892–1893: Zeilenwohnhäuser in (Wuppertal-)Elberfeld, Roonstraße 41/43 (mit Georg Haude)
- 1893–1894: Erweiterungsbau zur Villa von Friedrich Bayer jun. in (Wuppertal-)Elberfeld, Königstraße 146 (heute Friedrich-Ebert-Straße 146; mit Georg Haude)
- 1890–1893: Villa für Gustav Hueck in (Wuppertal-)Elberfeld, Viktoriastraße 64 (mit Georg Haude; vor 1935 abgebrochen)
- 1895: Villa für Oberlehrer Hauff in Bensheim, Arnauer Straße 7
- 1896: Beamtenwohnhaus der Papierfabrik Euler in Bensheim
- 1897–1900: Villa für Max und Ria Esser in (Wuppertal-)Elberfeld, Goebenstraße 16 (Bauleitung durch Georg Haude; mit einem Jugendstilinterieur von Hans Eduard von Berlepsch-Valendas)
- 1898: Villa für August Karl Weber, genannt Haus Haardteck, in Darmstadt, Herdweg 79
- 1898–1899: Villa Eulennest in Bensheim, Heidelberger Straße 46
- 1900: Synagoge in Heppenheim
- 1900–1901: Landhaus für A. Müller in Auerbach, Darmstädter Straße 265[2] (unter Denkmalschutz)
- 1902: Wohnhaus für Jean Guntrum in Bensheim, Darmstädter Straße 15 (unter Denkmalschutz)[3][4]
- 1902: Wohnhaus für Gustav Guntrum in Bensheim, Darmstädter Straße 17 (unter Denkmalschutz)[5]
- 1902: Südflügel des Hotels Halber Mond in Heppenheim
- 1902: Arbeiterwohnhaus der Papierfabrik Euler in Bensheim
- 1902: Villa für Carl Euler in Bensheim, Ernst-Ludwig-Straße 21
- 1902: Villa Metzendorf in Bensheim, Ernst-Ludwig-Straße 25
- 1902: Bismarckturm auf dem Hemsberg in Bensheim
- 1902: Wohnhaus für den Bauunternehmer Leonhardt Hoehling (Höhling) in Bensheim, Ernst-Ludwig-Straße 19 (unter Denkmalschutz)[2][3]
- 1902–03: Landhaus für Dr. Brandt in Auerbach, Darmstädter Straße 247[2] (unter Denkmalschutz)
- 1903: Doppelhaus Euler in Bensheim, Ernst-Ludwig-Straße 30 und 32
- 1903: Wohnhaus Rhode in Darmstadt, Herdweg 101
- 1903: Landhaus für Dr. Wetz in Heppenheim, Karlstraße 1[2][6] (unter Denkmalschutz)
- 1903–1904: Landhaus für K. E. Knodt in Bensheim, Ernst-Ludwig-Straße 27 (mit Georg Metzendorf)[2] (unter Denkmalschutz)
- 1904: Erweiterungsbau zum „Haus auf der Höhe“ in Seeheim-Jugenheim, Helene-Christaller-Weg 13
- 1904: Landhaus für Bahner in Bensheim, Roonstraße 5[2]
- 1904–1905: Zweigwerk mit Arbeiterwohnhäusern für das Unternehmen Deutsche Milchwerke Dr. A. Sauer in Stockheim
- 1905: Wohnhaus für Hummel in Darmstadt, Osannstraße 53
- 1905: Umbau der Engel-Apotheke der Familie Merck in Darmstadt
- 1905: Mädchenheim „Marienhof“ in (Weiterstadt-)Braunshardt
- spätestens 1906: Landhaus für E. Heuser in Auerbach (mit Georg Metzendorf)[2]
- 1906–1907: „Haus Rheinhorst“ in (Krefeld-)Uerdingen
- 1906–1907: Wohn- und Geschäftshaus der Möbelhandlung Wilhelm Mainzer in Heppenheim
- 1908: „Villa Rasteck“ für Friedrich Voith in Lindau (Bodensee)
- 1908: Erweiterungsbauten der Papierfabrik Euler in Bensheim
- 1908–1912: Landhauskolonie Schönberger Tal in Bensheim[7]
- 1912–1913: Evangelische Pfarrkirche in (Lautertal-)Gadernheim
- 1912–1913: Westend-Siedlung in Worms
- 1910–1912: Villa für Carl Duisberg in Leverkusen
- 1910–1921: Odenwaldschule in Ober-Hambach
- 1912: „Villa Eulenhorst“ in Bensheim
- nach 1918: „Heyl’sche Siedlungen“ in Worms
- 1921: Beamtenwohnhaus für Max Cassirer in Berlin-Wilmersdorf
- vor 1922: Inneneinrichtung des Wohnhauses von E. S. in Würzburg[8]

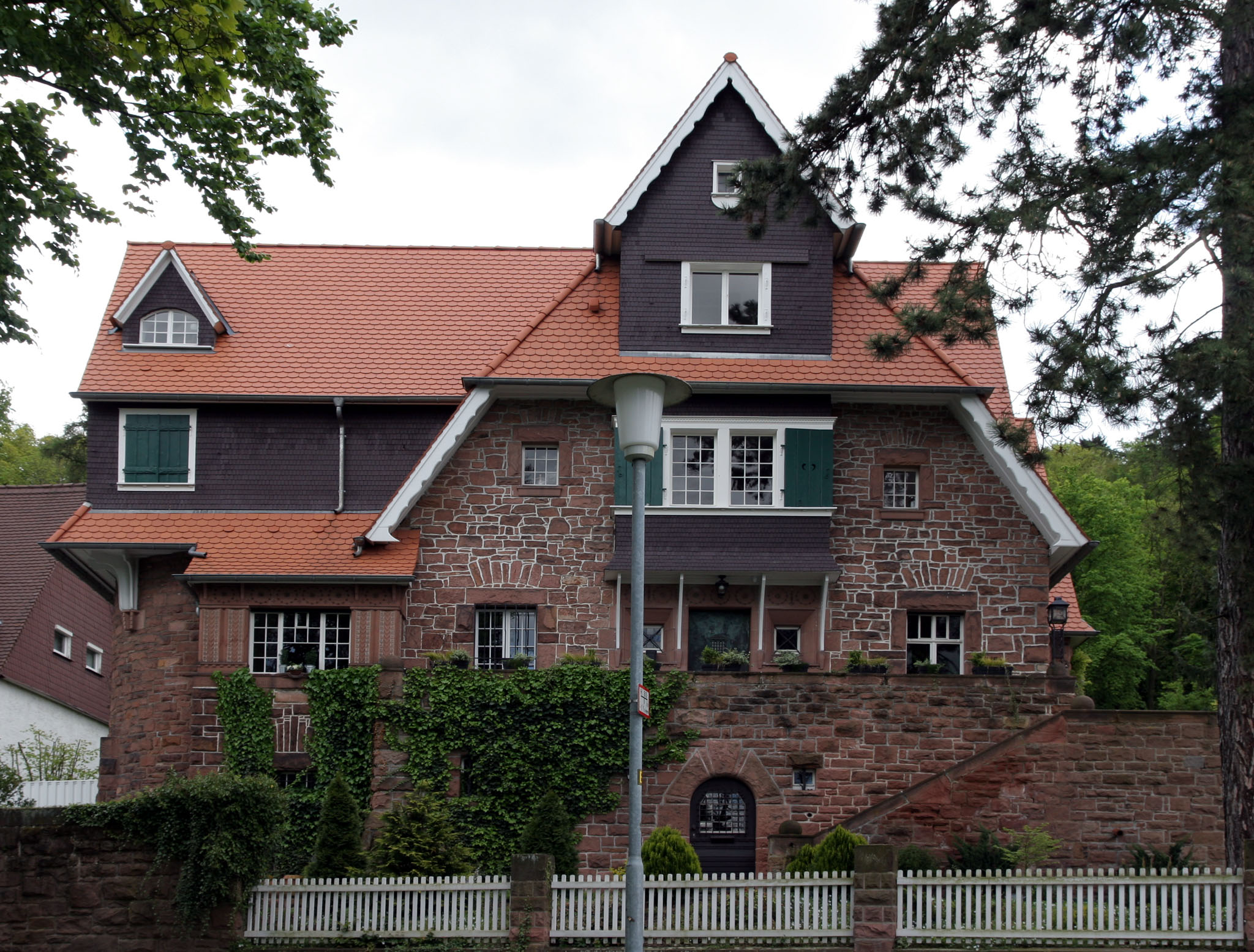
Eigenes Wohnhaus Heinrich Metzendorfs, Ernst-Ludwig-Straße 25 in Bensheim
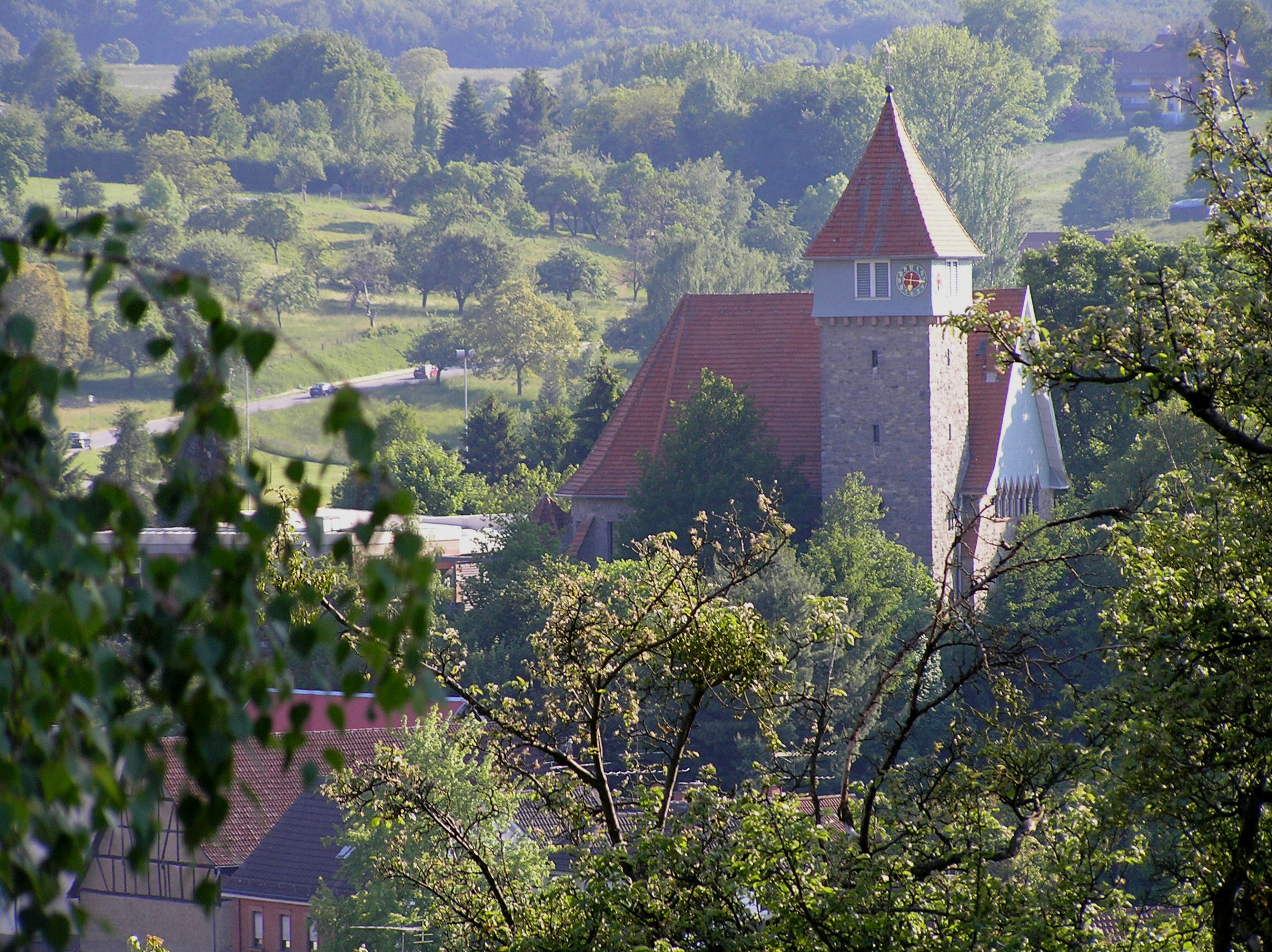
Evang. Pfarrkirche in Gadernheim
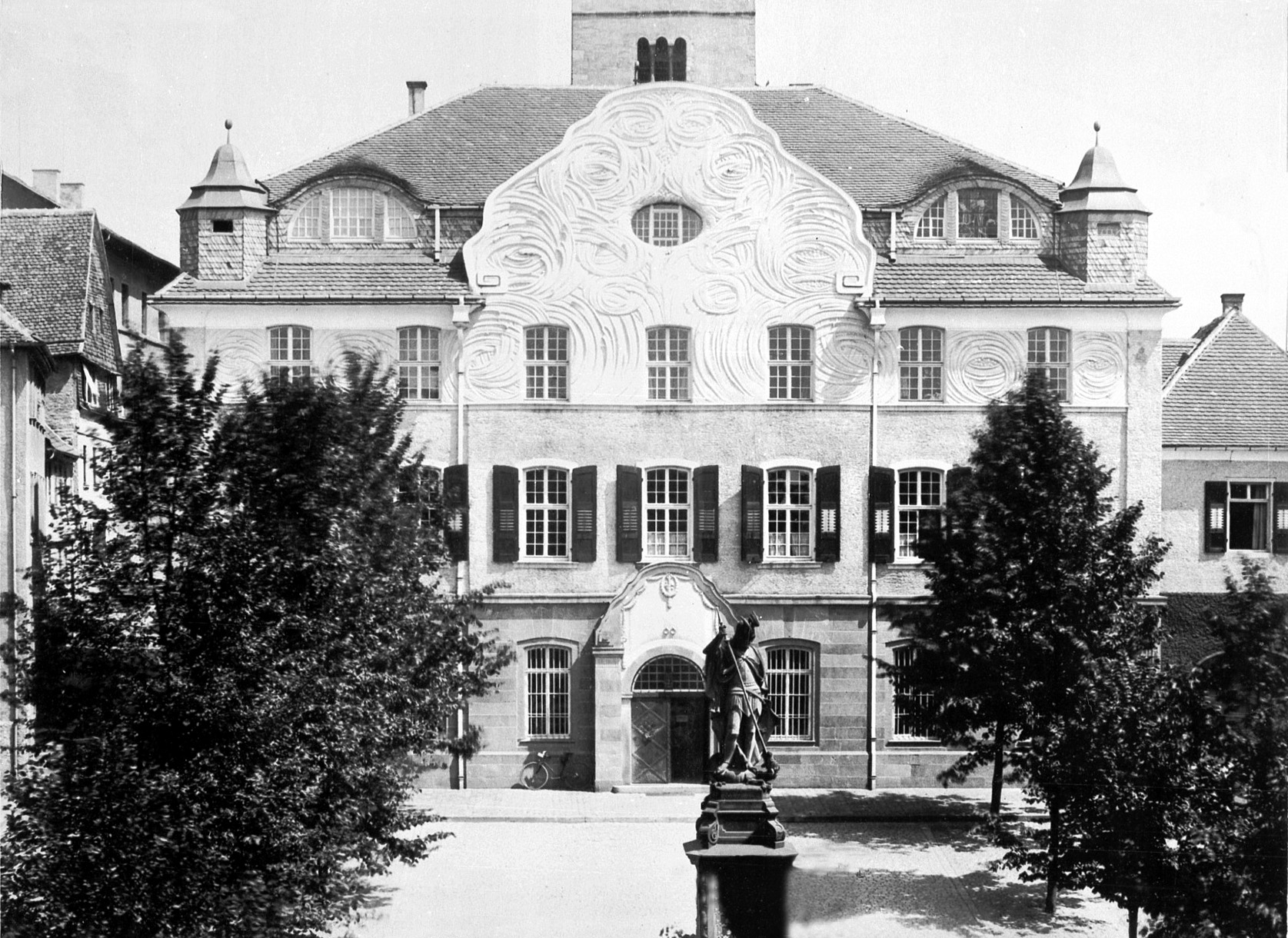
Altes Rathaus in Bensheim (1905)
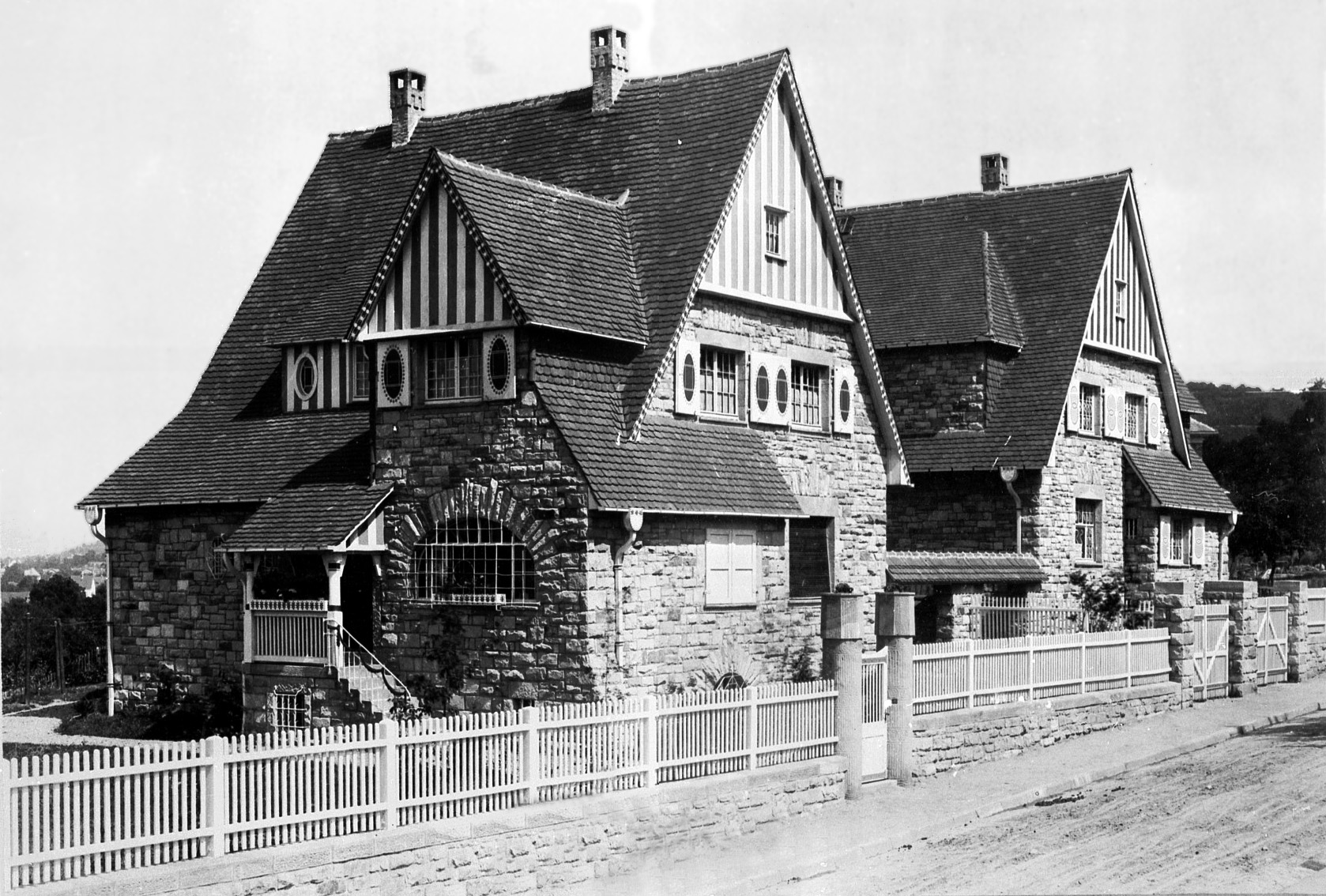
Villen Ernst-Ludwig-Straße 30 und 32 in Bensheim (Foto 1905)
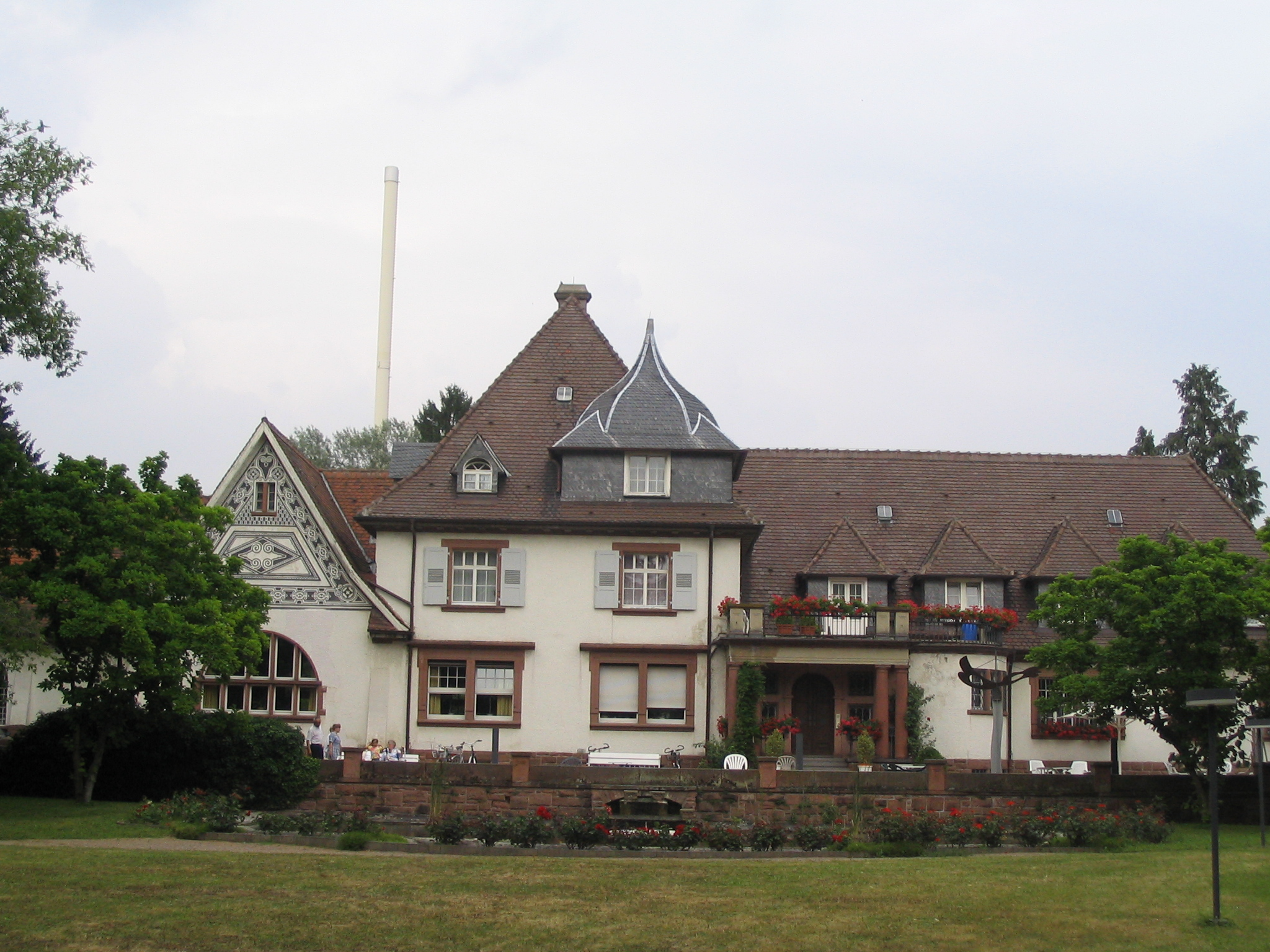
Villa Eulenhorst
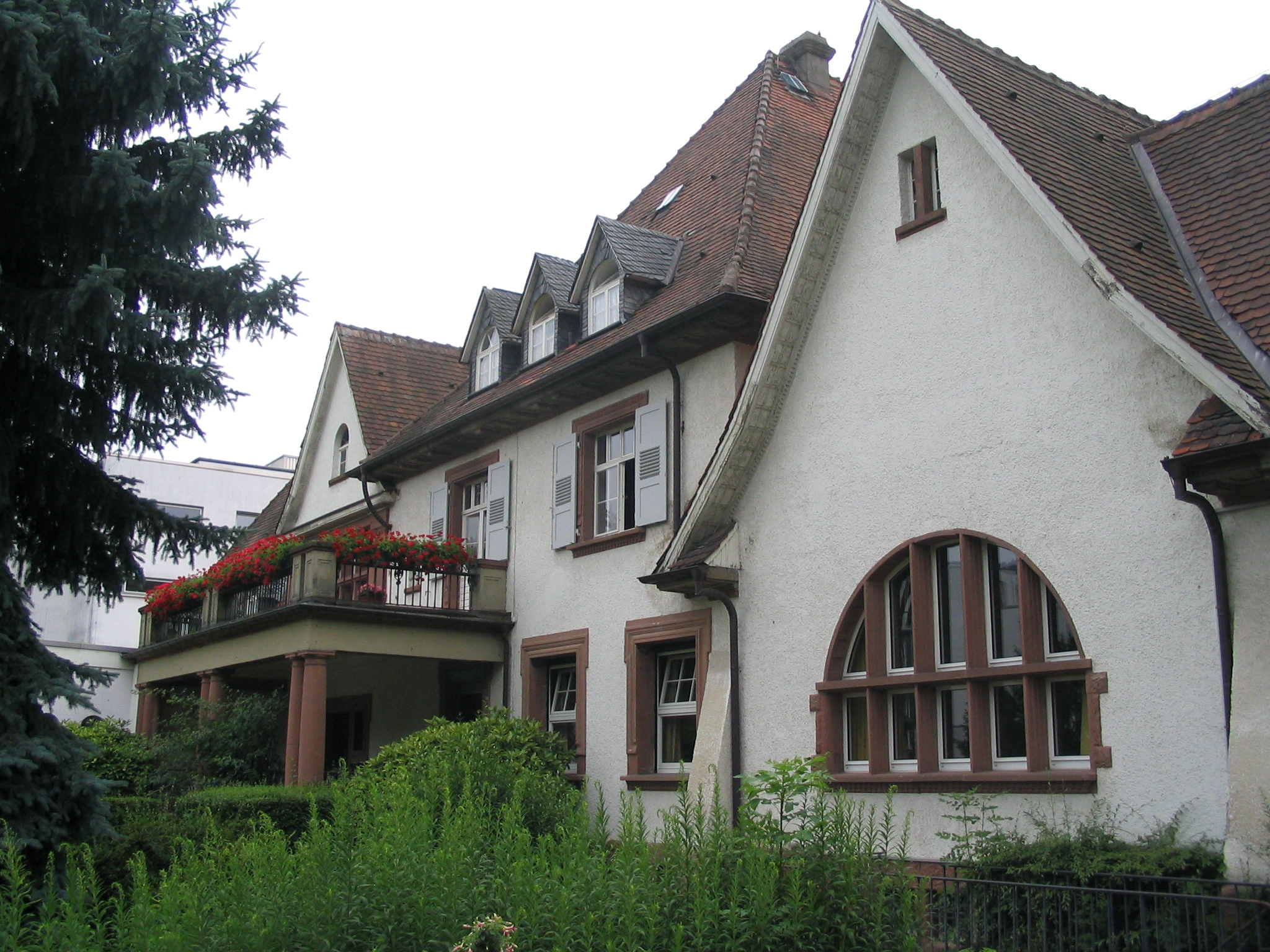
Villa Eulenhorst, Rückseite

## Spätere Wahrnehmung
Metzendorf gelangte, wie viele andere Architekten der sogenannten „traditionellen Moderne“, nur zögerlich in das Bewusstsein von Öffentlichkeit und Forschung. Erst in den 1970er und 1980er Jahren besann man sich des architektonischen Erbes, doch auch danach folgten noch Abbrüche seiner Bauten – so seine von Walter Gropius seinerzeit gelobte Fabrikanlage der Papierfabrik Euler in Bensheim von 1908, die ab 2010 abgerissen wurde.
2005 wurde die Bensheimer Berufsschule als Heinrich-Metzendorf-Schule benannt.
Im Jahr 2013 fand eine Ausstellung über Heinrich Metzendorf und seinen Beitrag zur Reformarchitektur an der Bergstraße unter dem Titel Lebensräume gestalten im Museum Bensheim statt. Begleitend dazu wurde die erste umfassende Monografie vorgestellt, die gebautes Werk wie auch soziale Netzwerke des Architekten betrachtet. (vgl. Literatur)

## Ausstellungen
- 2016: Heinrich Metzendorf, Darmstädter Baukultur jenseits der Mathildenhöhe; Kunstforum der TU Darmstadt[11]